# Profactor
Die Profactor GmbH (Eigenschreibweise: PROFACTOR) ist ein außeruniversitäres Forschungsunternehmen mit Hauptsitz in Steyr, Österreich. Das Unternehmen wurde 1995 gegründet und ist auf angewandte Produktionsforschung spezialisiert. Gesellschafter sind die AIT Austrian Institute of Technology GmbH (AIT) mit 51 % und die Upper Austrian Research GmbH (UAR) mit 49 %.

## Selbstverständnis
Profactor agiert an der Schnittstelle zwischen Wissenschaft und Wirtschaft, um innovative Technologien für die produzierende Industrie zu entwickeln und umzusetzen. Seit seiner Gründung hat das Unternehmen über 1700 nationale und internationale Forschungsprojekte abgeschlossen. Hierdurch soll die Wettbewerbsfähigkeit der europäischen Industrie gesteigert werden. Insbesondere soll menschliches Fachwissen mit maschineller Intelligenz kombiniert werden. Die Forschung von Profactor konzentriert sich daher uf die beiden Forschungsschwerpunkte industrielle Automatisierungssysteme und additive Mikro- und Nanofertigung.
Profactor bezeichnet sich als führend in der Entwicklung von Verfahren zur Replikation mikro- und nanostrukturierter Oberflächen. Technologien wie die Nanoimprint-Lithographie ermöglichen die kosteneffiziente Fertigung präziser Bauteile für Branchen wie Optik, Biotechnologie und Sensorik. Weitere Bereiche sind:
- Automatisierte Qualitätskontrollsysteme
- Robotik und Automation / menschzentrierte Automatisierungssysteme
- Digitale Assistenz
- Mikro- und Nano-Fertigung
- Inkjet-Drucktechnologien